# 張逸少
張逸少（1665年—1734年），字天門，號青山，江南鎮江府丹徒縣人，清朝政治人物。

## 生平
張玉書長子。康熙二十六年（1687年）丁卯科江南鄉試舉人，康熙三十三年（1694年）甲戌科二甲第十名進士。選翰林院庶吉士，授山西壺關縣知縣，升甘肅秦州知州。張玉書去世後，康熙帝感念其功，特擢張逸少為翰林院侍讀學士、順天學政。康熙四十七年（1708年）任《廣群芳譜》校對官，汪灝任纂修官。康熙四十九年（1710年）任《淵鑑類函》校對官。曾奉敕任《康熙字典》纂修官。雍正十二年（1734年）卒。

## 著作
著有《學士文稿》、《青山詩集》，皆佚。

## 家族
夫人為史鶴齡女。有二子張迪、張。還有三女：長女嫁李天馥孫、李孚青次子李昉琳（又作李昉林）；次女嫁徐乾學孫徐修仁；三女嫁海寧陳鈞。